# Pompignan, Gard
Pompignan är en kommun i departementet Gard i regionen Occitanien i södra Frankrike. Kommunen ligger i kantonen Saint-Hippolyte-du-Fort som tillhör arrondissementet Le Vigan. År 2022 hade Pompignan 914 invånare.

## Befolkningsutveckling
Antalet invånare i kommunen Pompignan
Referens:INSEE